# Tropidion bituberculatum
Tropidion bituberculatum là một loài bọ cánh cứng trong họ Cerambycidae.